# ウキクサ亜科
ウキクサ亜科（学名: Lemnoideae）は、サトイモ科の亜科の1つであり、極めて単純で小さな植物体をもつ水草からなる。植物体は茎と葉の区別がない葉状体とその下面から生じる根からなるが、根を欠くものもいる (右図)。小さなものは 1 mm 以下であり、維管束植物の中で最小の種を含む (ミジンコウキクサ)。ほとんどの種は水面に浮かんでいるが (右図)、水中に生育する種もいる。特殊な形態をしているため、独自のウキクサ科 (学名: Lemnaceae) に分類されていたが、系統的にはサトイモ科の中に含まれることが示されており、サトイモ科の1亜科とされるようになった。
ウキクサ亜科植物の総称としてウキクサということもあるが、種としてのウキクサ (Spirodela polyrhiza) を指す場合もある。また、普通名詞として水面に浮かぶ水草を指す場合もある。ウキクサは水面を漂って生育するため、一カ所に生活の場を定めない不安定な生き方を「浮き草」暮らしなどと表現することもある。

## 特徴
極めて単純化した小さな植物体をもち、基本的に茎と葉が分化していない葉状体 (フロンド; frond) とそこから生じる根 (不定根) からなるが、根を欠くものも少なくない (ミジンコウキクサ属など) (下図1)。葉状体は長径 0.3–10 mm、ふつう扁平な倒卵形であるが、下面が膨潤しているものや棍棒状、線状の種もいる。葉状体にはときに1–16本の脈があるが、これを欠くものもいる。ふつう葉状体表面に不規則型の気孔が存在する。葉状体にはときに通気組織 (aerenchyma) が発達しており、浮力を与えている。シュウ酸カルシウム結晶を含むことがある。葉状体の表面 (上面、背面) は緑色であり、裏面 (下面、腹面) も緑色または紫色を帯びる。根をもつ場合、葉状体の下面から1〜21本の根が生じている。根は根毛を欠き、先端は根嚢で覆われる。維管束は道管を欠き、仮道管も脈や雄しべの花糸、一部の種の根に限られている。脈や根、出芽嚢内の新たな葉状体は、葉状体の基部から頂端の1/3ほどのところにある節 (node) から生じる。
葉状体左右に2個または基部に1個の出芽嚢 (budding pouche) をもち、ここから新たな葉状体を形成して出芽状に増殖する (上図1)。新たに形成された娘葉状体はしばらく親葉状体についたままで、これを繰り返して群体を形成していることも多い (上図1)。出芽嚢の基部はときに鱗片状の構造 (prophyllum, prophyll) で囲まれている。一部の種 (ウキクサなど) では、根を欠く小型の娘葉状体がデンプンなどを貯蔵して休眠芽 (越冬芽、殖芽; turion) となって水底に沈み、生育不適期をこれで過ごすことがある (上図1b)。
出芽嚢または葉状体上面の窪み (花孔) に1個 (稀に2個) の花をつけるが、ほとんど花をつけないことも多い (上図2)。花は花被を欠き、1または2個の雄しべと1個の雌しべからなる (1個の雄しべからなる雄花と1個の雌しべからなる雌花からなる花序とされることもある) (上図2b, d)。花は、ときに膜状の構造 (utricular scale; 仏炎苞 spathe ともされる) で覆われている (上図2b)。ふつう雌性先熟 (雌しべが先に成熟し、その後で雄しべが成熟することで同花受粉を避ける) であるが、雄しべ・雌しべが同時に成熟して自家受粉する種もいる (アオウキクサ)。雄しべは短い花糸をもち、葯は2花粉嚢または4花粉嚢からなる。小胞子形成は連続型。葯壁は中間層を欠く。タペート組織はアメーバ型。花粉は3細胞性、表面のエキシンはトゲ状。雌しべは外見的には1心皮性。花柱は短く、柱頭は盃状であり、液滴を分泌する。子房上位で1室、1(–7)個の胚珠を含む。胚乳発生は細胞性。果実は胞果であり、薄く乾燥した非裂開性の果皮が1個 (ときに数個) の種子を包んでいる。種子は蓋をもち、しばしば縦肋がある。
ウキクサやコウキクサにおいてゲノム塩基配列が報告されている。またいくつかの種では葉緑体DNA塩基配列が報告されている。

## 分布・生態
ウキクサ亜科の種は世界中に分布しており、特に温帯から熱帯域に多い。湖沼や水路、水田など淡水の止水域またはゆるい流水域に生育している (下図3a)。
多くの種は水面に生育しているが、水面直下や完全に水中に生育する種もいる (上図3a, b)。いずれも土壌に根を張らず、浮遊している。そのため無機栄養分 (窒素、リンなど) を水中から吸収する必要があり、一般的に富栄養の水域を好む。ウキクサ類は、一部の水鳥などの動物にとって重要な食料となる。

## 人間との関わり
ウキクサ亜科の種はいずれも活発な栄養繁殖を行い、増殖速度が極めて速い。そのため、食用、有用動物の飼料、バイオ燃料、栄養塩（窒素やリン）の除去、重金属など有毒物質の除去（バイオレメディエーション）、毒性試験などさまざまな応用を目的とした研究が行われている。
ミジンコウキクサは東南アジアで食用とされることがある（タイでは khai-nam とよばれる）。またウキクサは浮萍とよばれ、生薬とされることがある。

## 系統・分類
ウキクサ亜科の種は茎と葉が分化していない葉状体など極めて特異な特徴をもつことから、独立のウキクサ科 (Lemnaceae) として分類されていた。ただし胚発生の形態的特徴などから、ウキクサ科はサトイモ科に近縁であると考えられ、同じサトイモ目に分類されていた。さらに20世紀末以来の分子系統学的研究により、ウキクサ類は系統的にサトイモ科の中に含まれることが示された。そのため2020年現在では、ウキクサ類はサトイモ科の中のウキクサ亜科 (Lemnoideae) として扱われる。サトイモ科の中では、ギムノスタキス亜科＋ミズバショウ亜科が最初に分岐し、次にウキクサ亜科が分岐したものと考えられている。
ウキクサ亜科には、5属40種ほどが知られている (下表)。ウキクサ亜科の中ではウキクサ属が最も複雑な植物体をもっており、系統的にも最も初期に分岐したことが示されている (右系統樹)。これに続いてヒメウキクサ属、アオウキクサ属の順で分岐し、根を欠き最も単純な植物体をもつ Wolffiella とミジンコウキクサ属が単系統群を形成すると考えられている (右系統樹)。またウキクサ類をウキクサ科として扱っていた際には、根の欠如など極めて単純な体制をもつ Wolffiella とミジンコウキクサ属をミジンコウキクサ亜科 (Wolffioideae) とし、それ以外の属を含むウキクサ亜科 (狭義のウキクサ亜科) と対置することがあった。しかしこの意味でのウキクサ亜科は明らかに側系統群となってしまう。
| 形質                   | ウキクサ属   | ヒメウキクサ属 | アオウキクサ属 | Wolffiella  | ミジンコウキクサ属 |
| ---------------------- | ------------ | -------------- | -------------- | ----------- | ------------------ |
| 葉状体                 | 扁平 3–10 mm | 扁平 2–5 mm    | 扁平 1–10 mm   | 扁平 3–9 mm | 非扁平 0.3–1.5 mm  |
| 脈                     | 7–16本       | 3–7本          | 1–5本          | なし        | なし               |
| シュウ酸カルシウム結晶 | 針状 + 集晶  | 針状 + 集晶    | 針状           | なし        | なし               |
| 色素細胞               | あり         | あり           | なし           | ときにあり  | ときにあり         |
| 根                     | 7–21本       | 2–5本          | 1本            | なし        | なし               |
| 根の仮道管             | 全体         | 基部のみ       | なし           | –           | –                  |
| 出芽嚢                 | 2個          | 2個            | 2個            | 1個         | 1個                |
| 花の位置               | 側面         | 側面           | 側面           | 表面        | 表面               |
| 雄しべ                 | 2個、2半葯   | 2個、2半葯     | 2個、2半葯     | 1個、1半葯  | 1個、1半葯         |

| ウキクサ亜科の属までの分類体系 - ウキクサ亜科 Lemnoideae Engler, 1876 - ウキクサ属 Spirodela Schleid., 1839 (下図4a) ウキクサと Spirodela intermedia の2種が知られる。 - ヒメウキクサ属 Landoltia Les & D.J.Crawford, 1999 (下図4a) ヒメウキクサのみが知られる。 - アオウキクサ属 Lemna L., 1753 (下図4b) アオウキクサ、ナンゴクアオウキクサ、ヒナウキクサ、イボウキクサ、コウキクサ、ムラサキコウキクサ、キタグニコウキクサ、ヒンジモなど約14種が知られる。 - Wolffiella Hegelm., 1895 (下図4c) Wolffiella gladiata などおよそ10種が知られる。 - ミジンコウキクサ属 Wolffia Horkel ex Schleid, 1844 (下図4d) ミジンコウキクサなどおよそ11種が知られる。 4a. ウキクサ (大) とヒメウキクサ (小)4b. コウキクサ4c. Wolffiella floridana4d. Wolffia borealis |

## ギャラリー

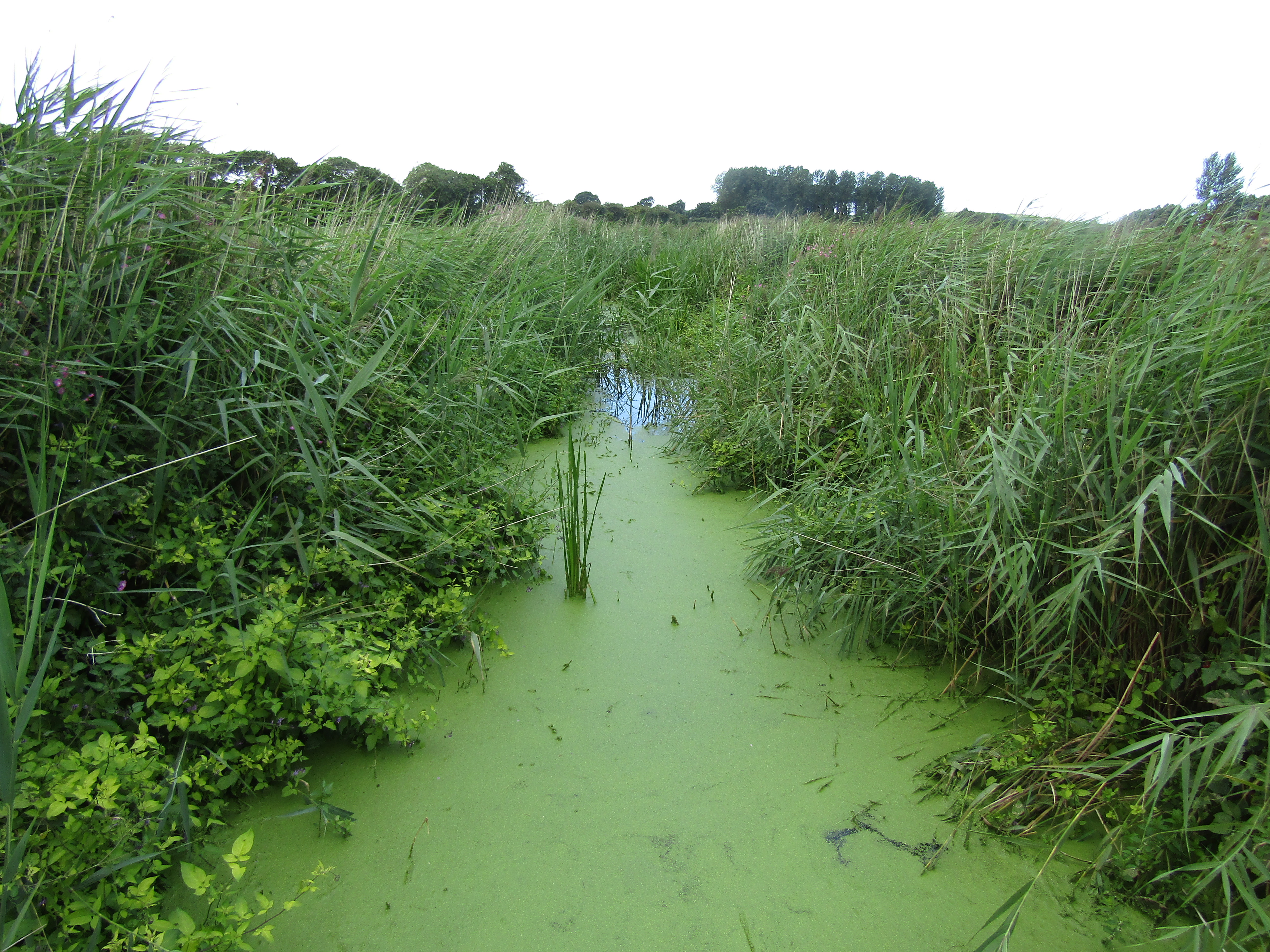
アオウキクサ属に覆われた水路 (イギリス)
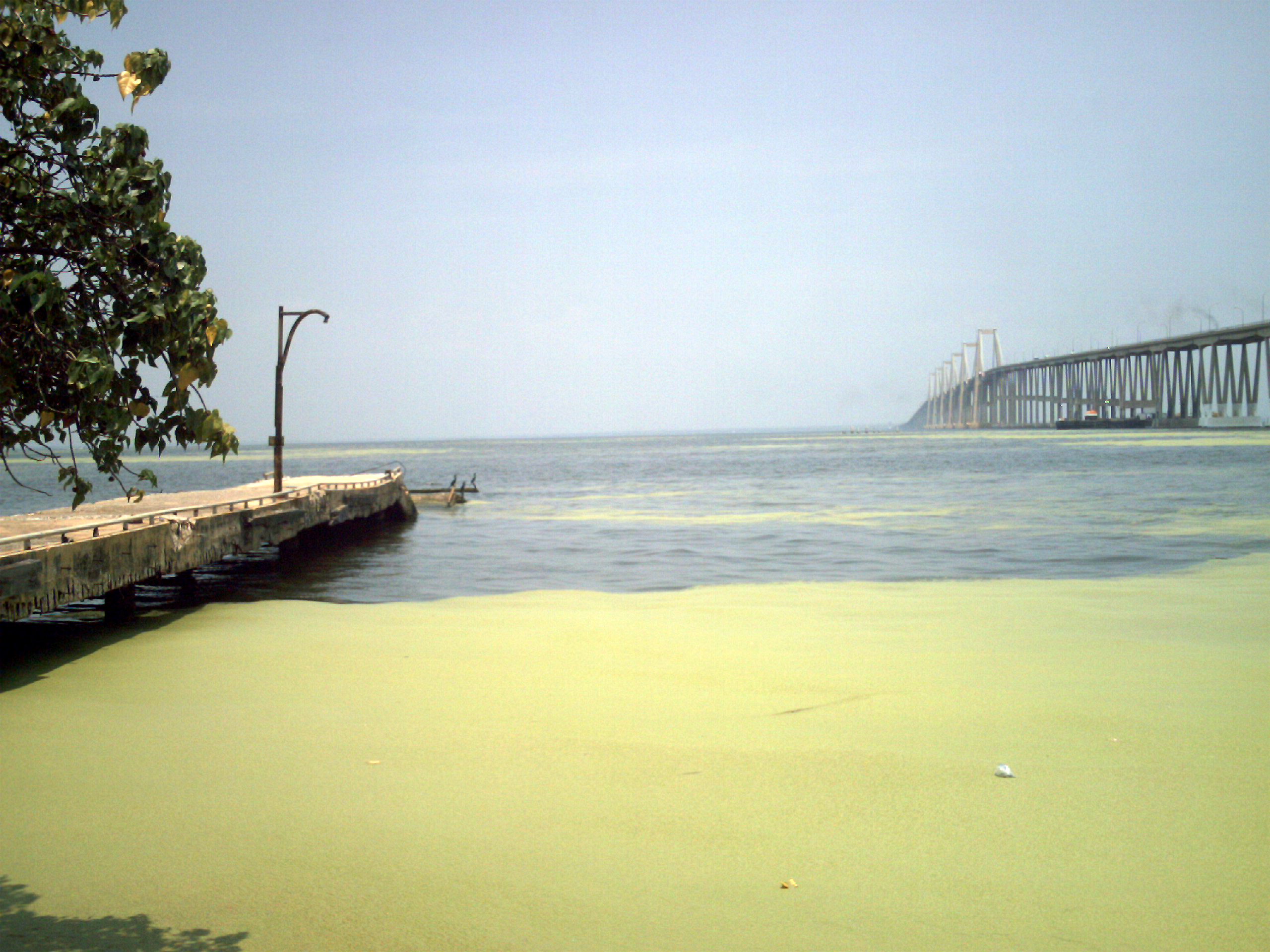
Lemna obscura で覆われたマラカイボ湖 (ベネズエラ)
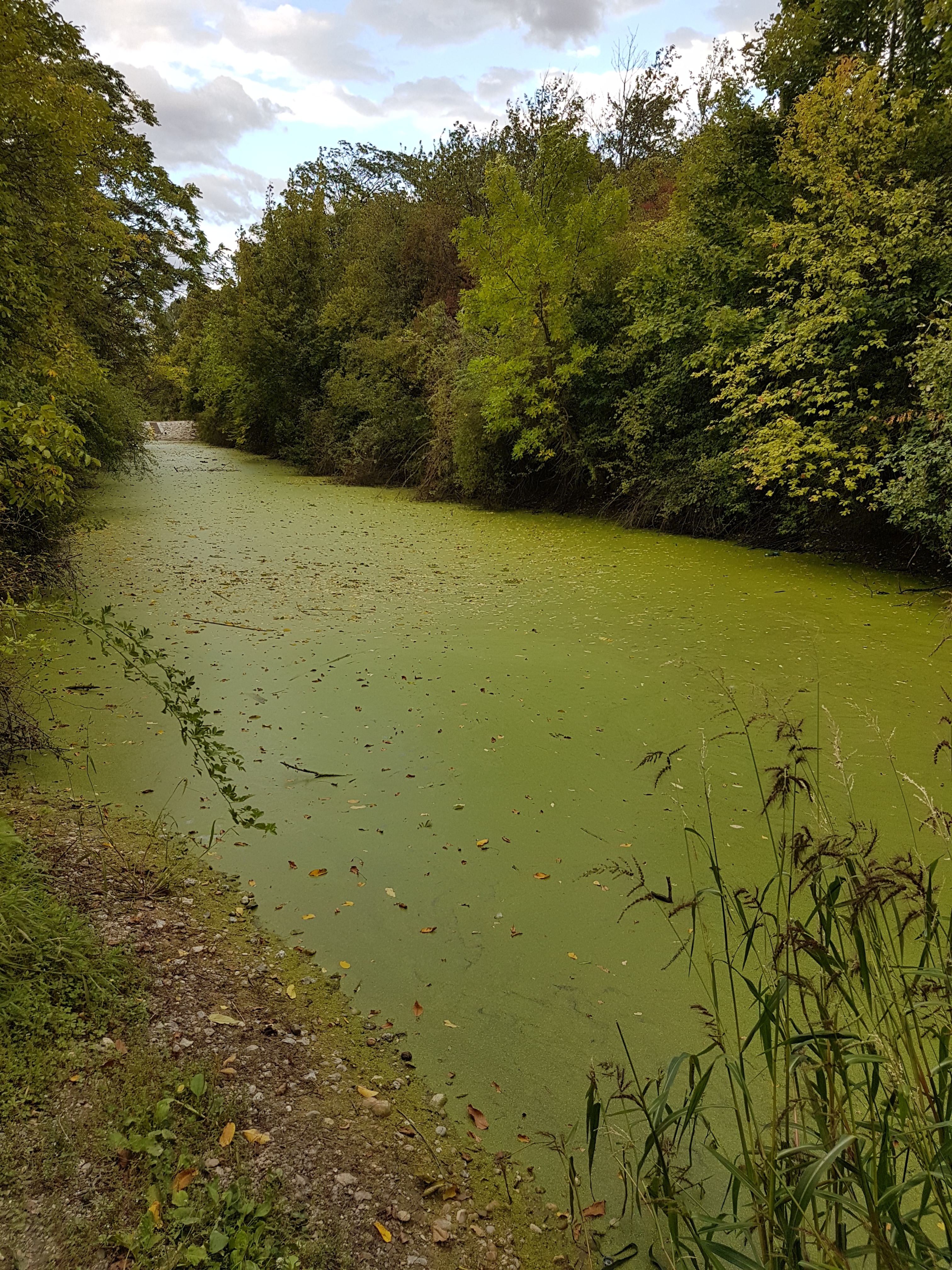
アオウキクサ属とミジンコウキクサ属に覆われた池 (オーストリア)
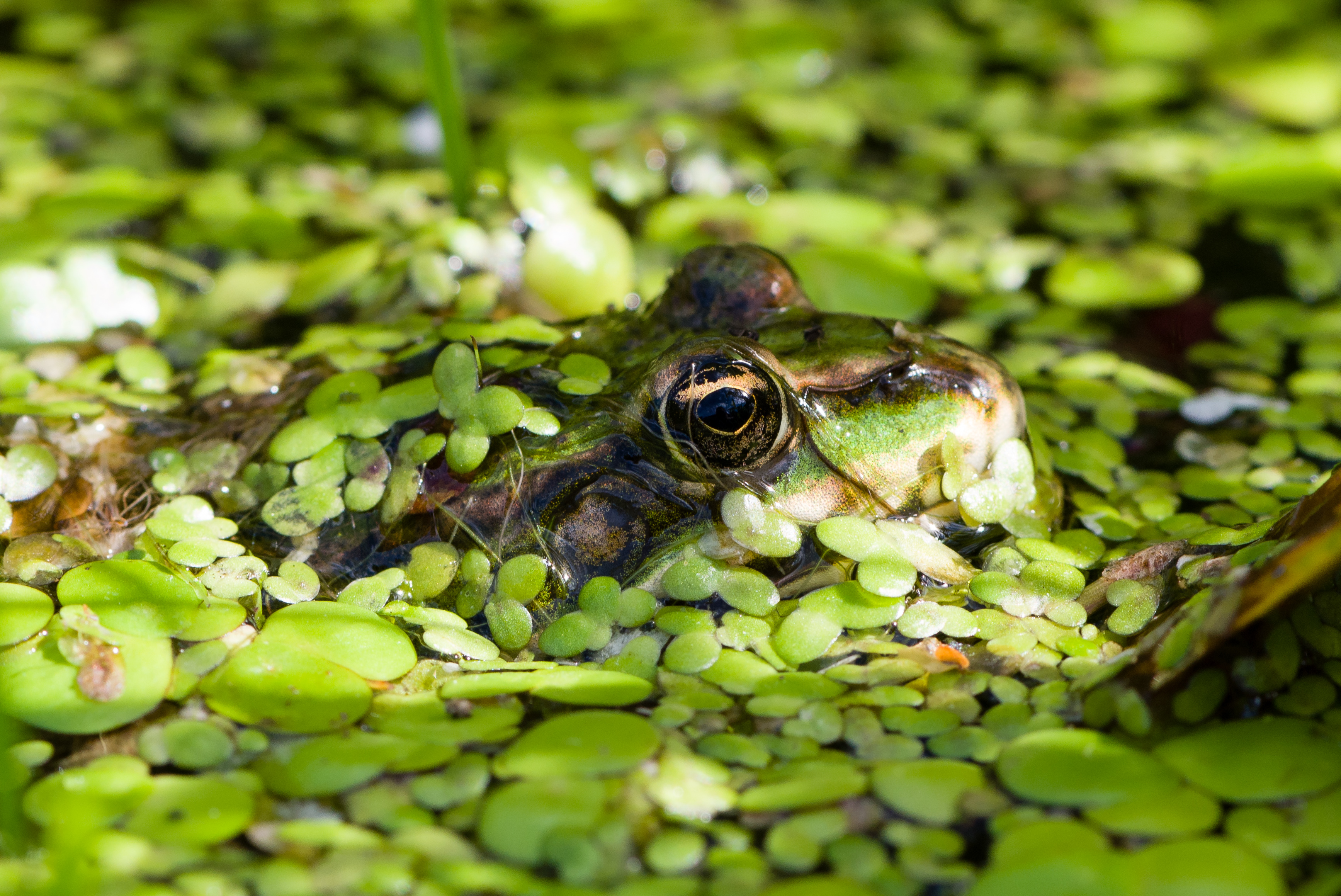
ヨーロッパトノサマガエルとウキクサ、コウキクサ
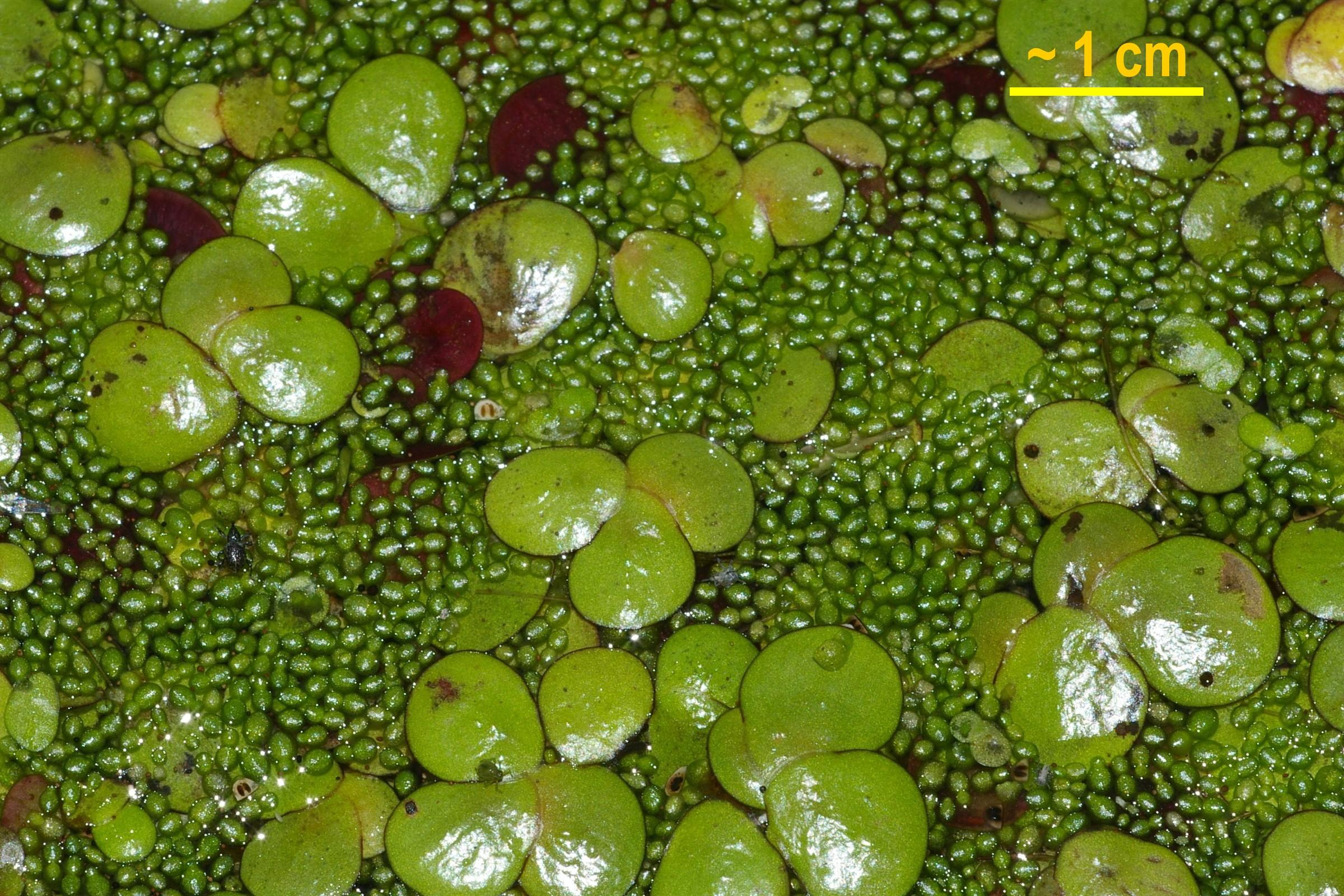
ウキクサ (大) と Wolffia arrhiza (小)
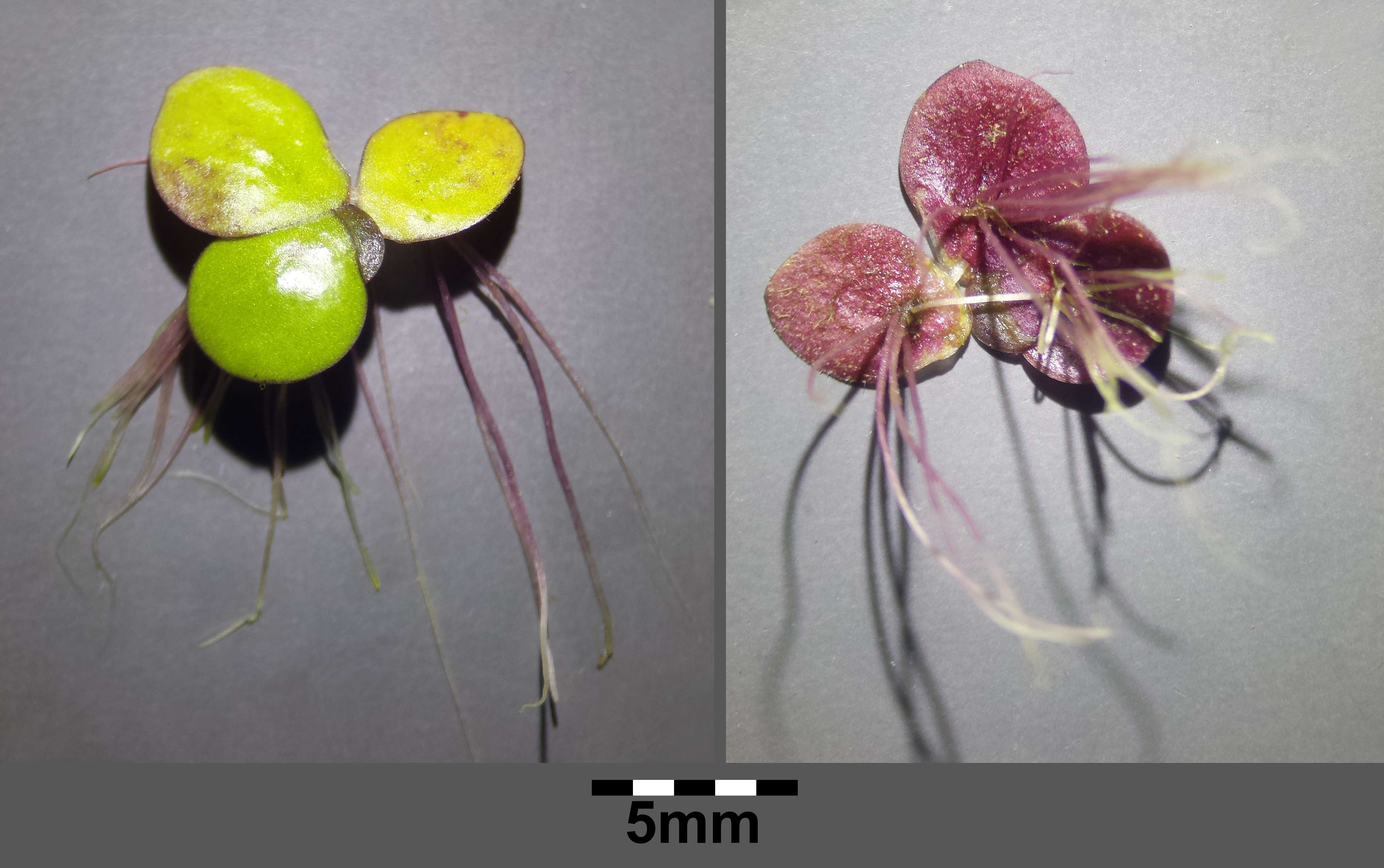
ウキクサの表面 (左) と裏面 (右)
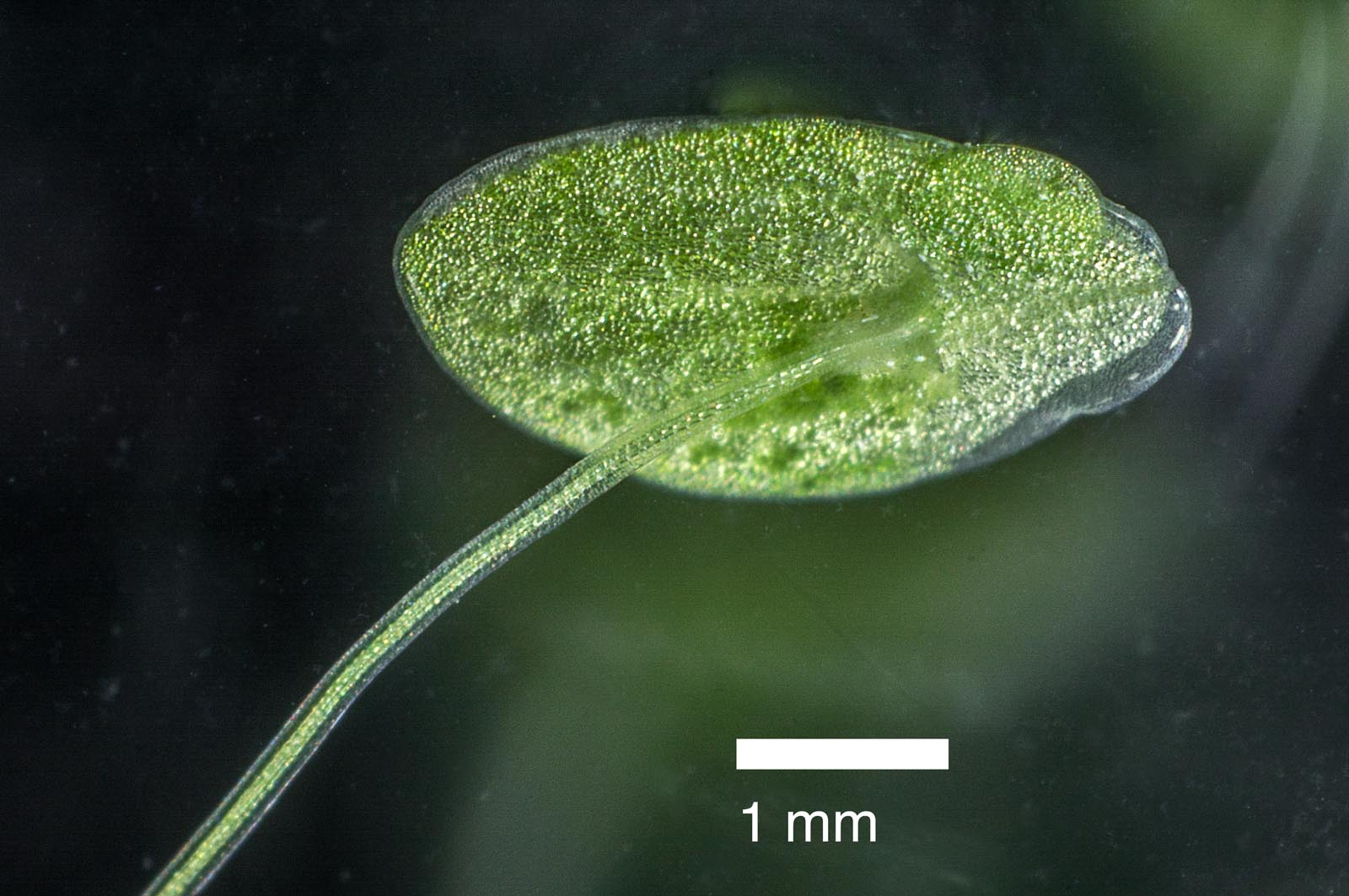
ナンゴクアオウキクサ (裏面観)
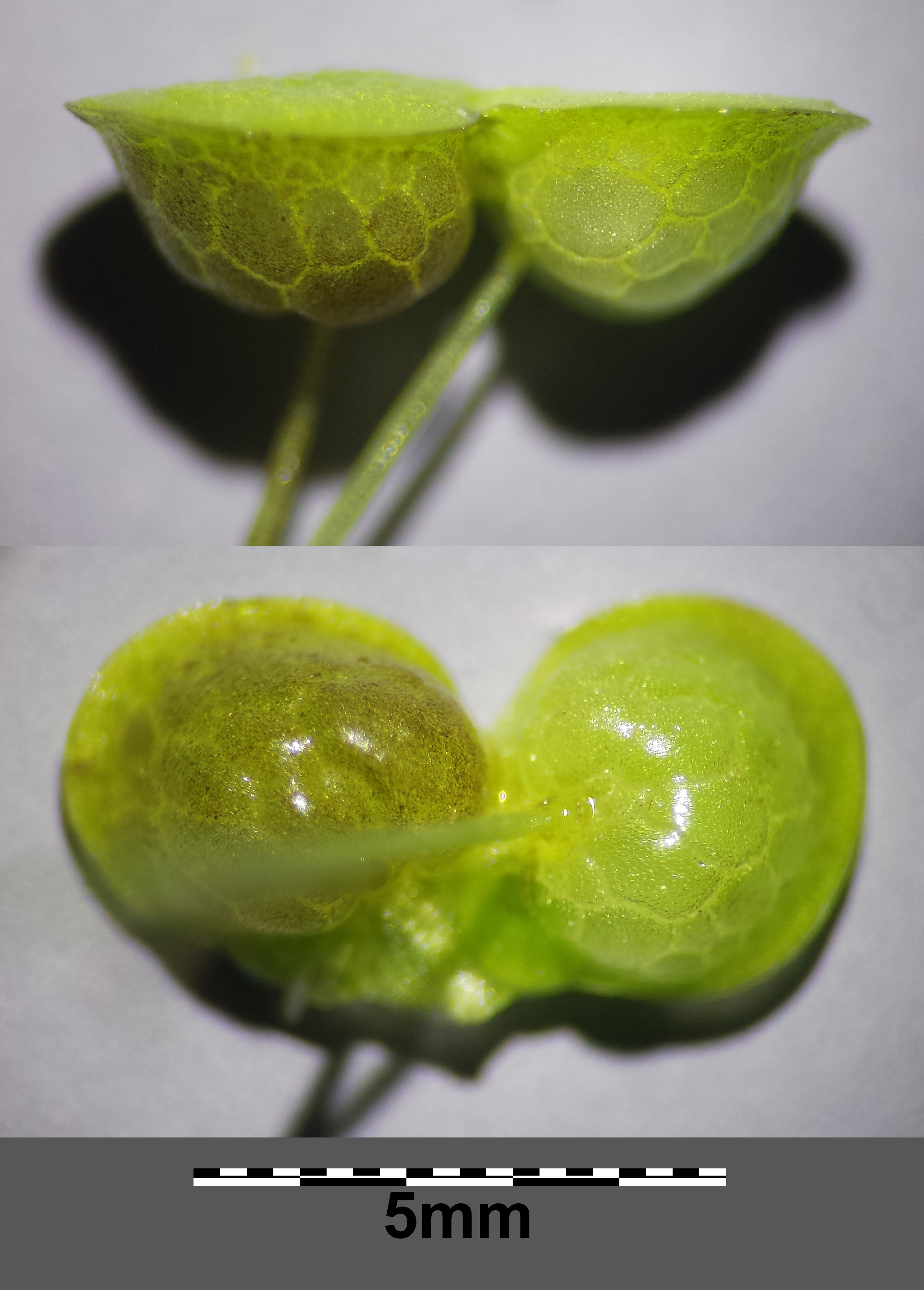
イボウキクサの側面・裏面
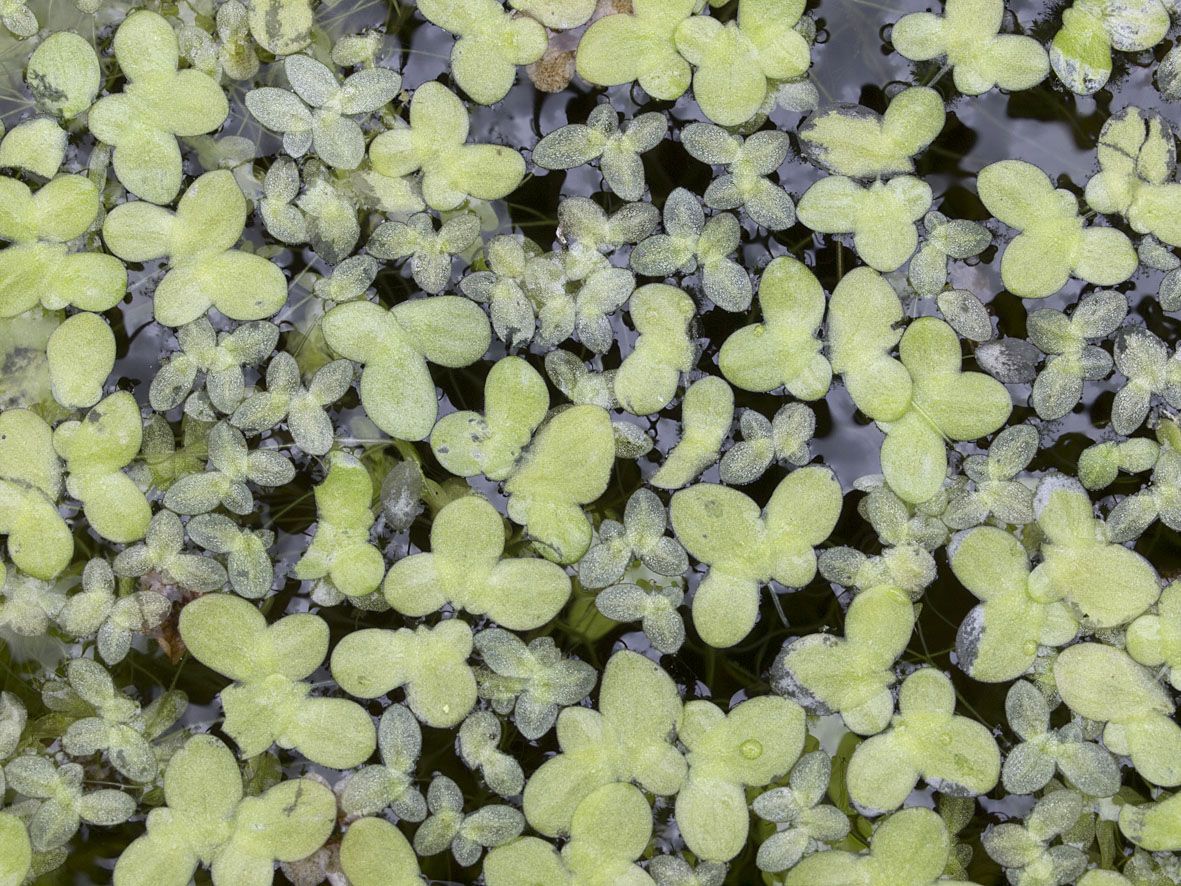
ヒナウキクサ (小) とコウキクサ (大)
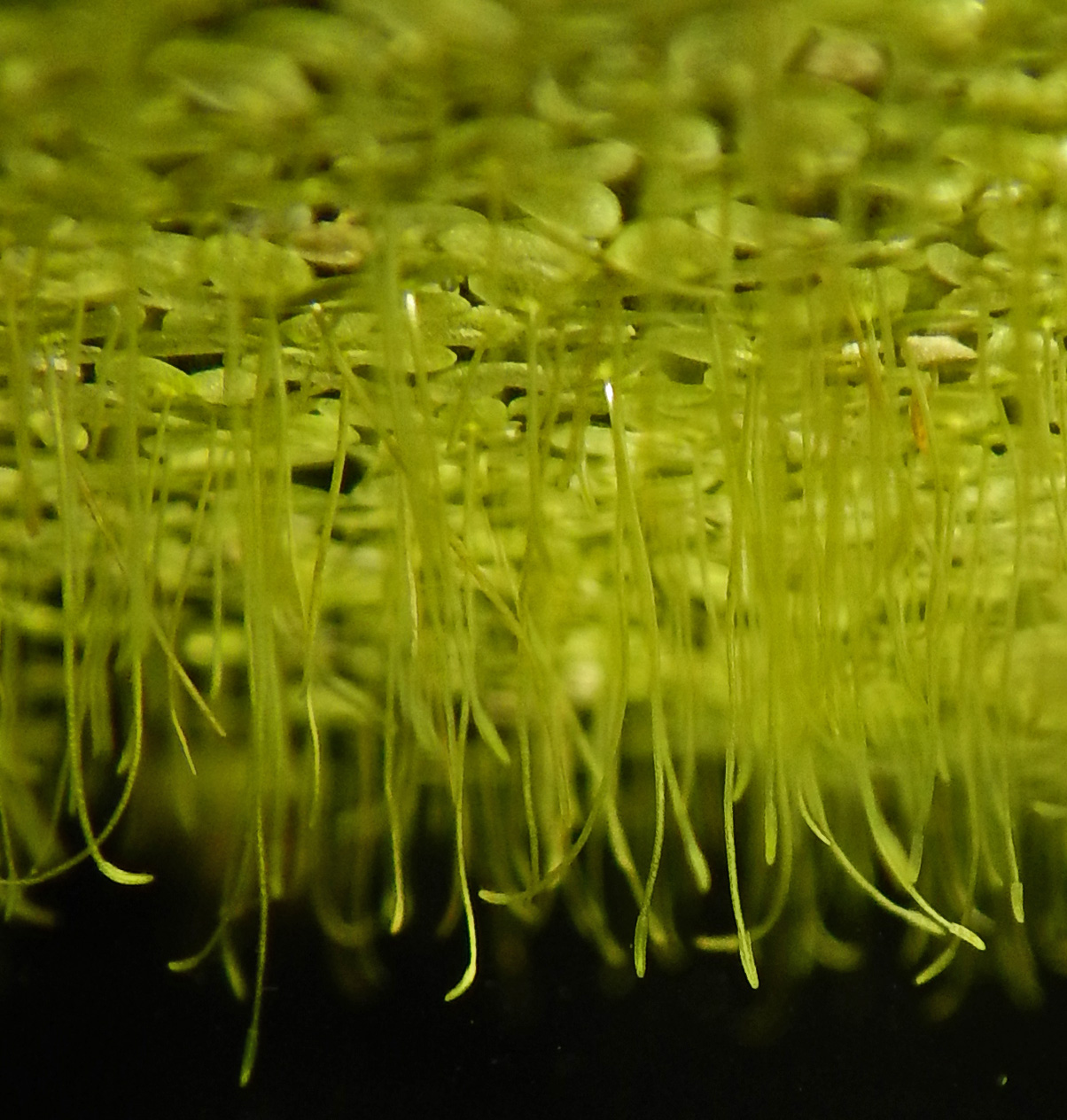
コウキクサ (水中から)
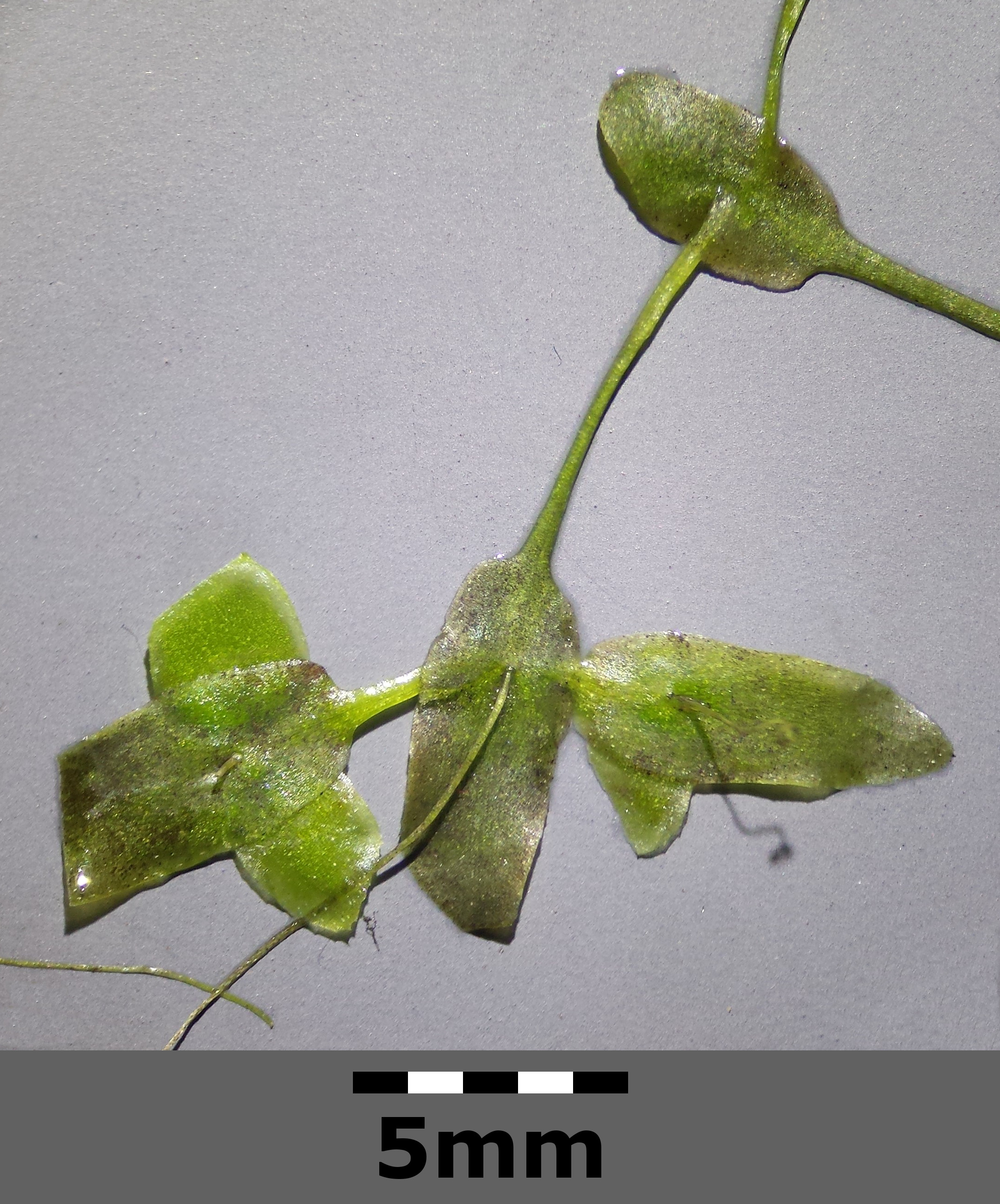
ヒンジモ
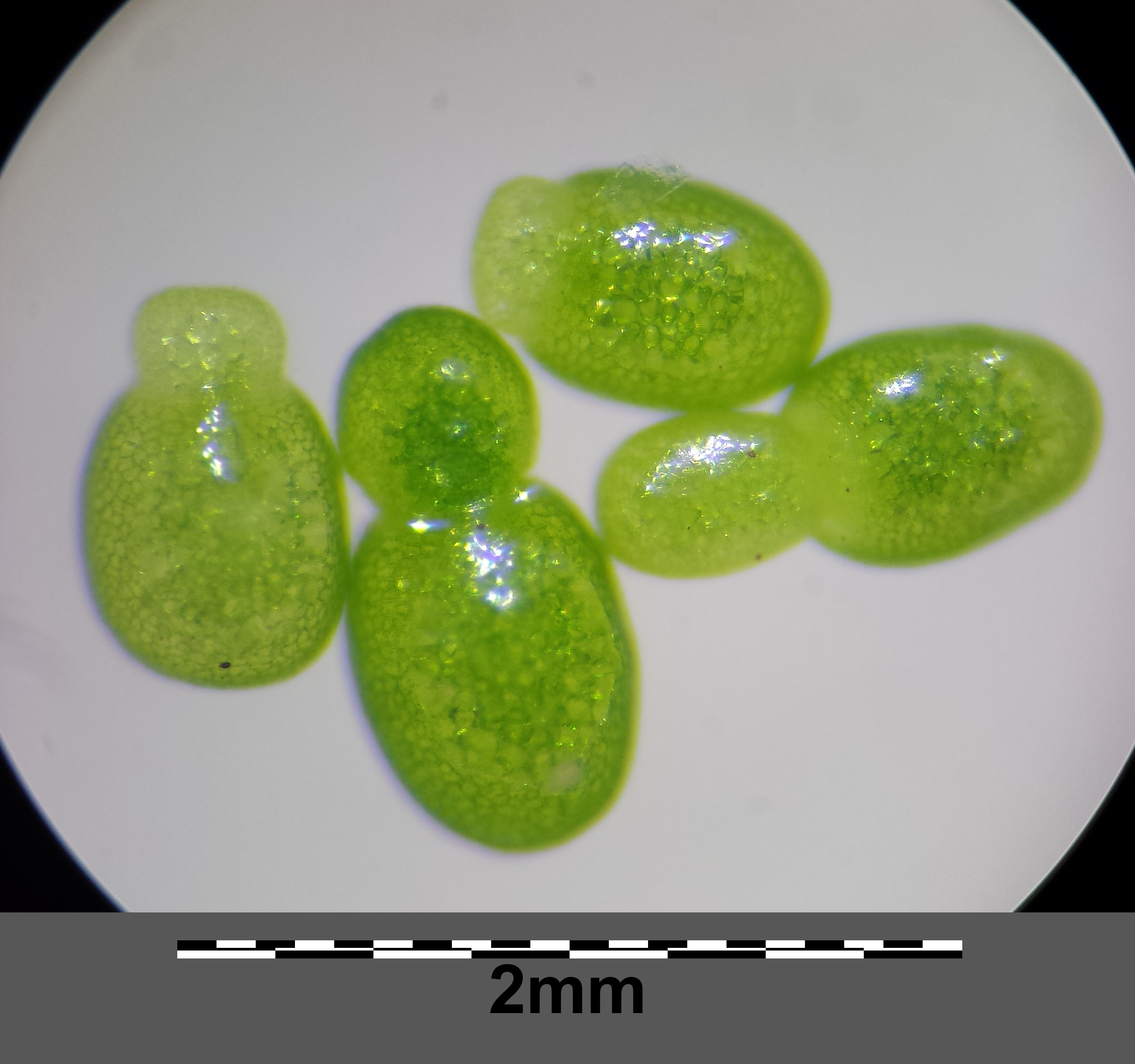
Wolffia columbiana